# Thouars-sur-Arize
Thouars-sur-Arize è un comune francese di 51 abitanti situato nel dipartimento dell'Ariège nella regione dell'Occitania.

## Società

### Evoluzione demografica
Abitanti censiti